# أرزقي عبوط
أرزقي عبوط (14 فبراير 1952 بعزازقة) ناشط ومحامي متدرب جزائري في مجال حقوق الإنسان والقضية الأمازيغية. يعد أحد القيادات التاريخية للحركة الثقافية الأمازيغية 1980.

## سيرة شخصية
بعد دراسته الابتدائية في مسقط رأسه، التحق بثانوية عميروش في تيزي وزو حيث حصل على شهادة البكالوريا علوم تجريبية في عام 1972. التحق بجامعة الجزائر. أين التقى بالعديد من نشطاء القضية الأمازيغية مثل فرحات مهني ومحمد هارون وسالم مزهود وسالم رخيس، أمضى خدمته العسكرية في 1975 (مدرسة تدريب الضباط الاحتياطيين) في البليدة، ثم في عين أرنات (ولاية سطيف) وعنابة ومليانة، وأخيرا في تندوف حيث أمضى 20 شهرًا من أصل 24 في الخدمة الوطنية. بعد خدمته العسكرية، انتقل إلى فرنسا عام 1977 حيث التقى بعلي يحيى رشيد مؤسس FUAA (الجبهة المتحدة الجزائرية الجزائرية) التي انضم إليها عام 1978. عاد إلى الجزائر عام 1978 ليستقر فيها بشكل دائم. وقرر الالتحاق بجامعة تيزي وزو للعمل في الخدمة العامة. أنتخب عام 1981 أمينا عاما للقسم النقابي بالمركز الجامعي بتيزي وزو وانضم مناضلًا في الجبهة من أجل جزائر جزائرية.

### النضال مع الحركة الثقافية البربرية
في 29 مارس 1980 اعتقل واحتجز في سجن بوفاريك ثم إلى سجن البرواقية حيث انضم إلى 23 معتقلا آخرين معروفين باسم "معتقلي أبريل 1980 الـ 24".
من أهم أعماله أثناء نضاله:
- تنظيم أول ملتقى الحركة الثقافية الأمازيغية في ايعاكوران أغسطس 1980.
- طباعة وتوزيع مجلة سرية بعنوان «تفسوت» (ربيع)، وهو عضو في هيئة تحريرها؛
- تنظيم المعارض والمؤتمرات حول الثقافة البربرية.

### إنشاء الرابطة الجزائرية للدفاع عن حقوق الإنسان
في مارس 1985، شارك، إلى جانب ناشطين آخرين في الحركة الثقافية الأمازيغية، في إنشاء أول رابطة جزائرية لحقوق الإنسان (" LADH ")، وكان عضو في اللجنة التوجيهية.
وقد أدى هذا إلى اعتقاله مرة أخرى مع أعضاء آخرين في قيادة الرابطة بمن فيهم رئيسها، علي يحيى عبد النور، والعديد من النشطاء. وحكم عليه بالسجن 3 سنوات في 19 ديسمبر 1985 بتهمة تهديد أمن الدولة. أمضى أربعة عشر شهرًا ثم أطلق سراحه في27 أبريل 1987. طالبت بإطلاق سراحه المنظمات غير الحكومية لحقوق الإنسان..
بعد الإفراج عنه، واصل نضاله من أجل اللغة الأمازيغية، واحترام حقوق الإنسان وتعزيزها.. في بداية التسعينيات كان منسقا لمجموعة منظمة العفو الدولية (تيزي وزو)، أمين عام لجنة دعم فيلم أ. بوقرموح، «التل المنسي» 1 فيلم عمل باللغة الأمازيغية...)

## مؤلفات
في أبريل / نيسان 2009، نشر أرزقي عبوط كتاب شهادة على اعتقاله واحتجازه في أبريل 1980 : «80 أبريل: شهد أحد المعتقلين الـ 24» (بالفرنسية: Avril 80, le prix de la dignité)‏.

## بعد التقاعد
منذ عام 2016، تقاعد أرزقي عبوط مهنيا من جامعة مولود معمري في تيزي وزو حيث شغل منصب رئيس قسم الأنشطة الثقافية. كما ترك منصبه عضوًا في اللجنة التوجيهية للرابطة الجزائرية للدفاع عن حقوق الإنسان ومنسق بيت حقوق الإنسان والمواطن (بالفرنسية: Maison des Droits de l'Homme et du Citoyen)‏) تيزي وزو.
في نهاية فبراير 2017، كان أرزقي عضوًا مؤسسًا لحركة التجمع من أجل القبائل الجديدة، التي تم أُسست في تيزي وزو.